# Alfredo Figueredo Ricardo
Alfredo Figueredo Ricardo   (l'Havana, 15 d'abril de 1952) és un jugador de voleibol cubà, ja retirat, que va competir durant les dècades de 1970 i 1980.
El 1972 va prendre part en els Jocs Olímpics d'Estiu de Múnic, on fou desè en la competició de voleibol. Quatre anys més tard, als Jocs de Mont-real, va guanyar la medalla de bronze en la mateixa competició.
En el seu palmarès també destaca una medalla de bronze al Campionat del Món de voleibol de 1978, tres medalles d'or als Jocs Panamericans (1971, 1975 i 1979) i dues d'or als Jocs Centreamericans i del Carib (1974 i 1978).